# Сабар
Сабар e семейство от пет до седем музикални перкусионни инструмента от групата на мембранофоните. За разлика от други западноафрикански инструменти, като джембе например, сабарът е характерен само за музиката на Сенегал и някои райони на Гамбия. Свързва се главно с етническата група уолоф.
Сабарът се изрязва от ствола на баобаб и се покрива с обработена козя кожа. В зависимост от типа на барабана и неговите функции кожата се закрепва или директно към корпуса или чрез някаква по-сложна система. В някои случаи дъното на инструмента остава отворено. Формата на корпуса може да напомня тази на бокал или да се разширява яйцевидно в долната част. Звукът се извлича чрез удари с ръка и тънка дълга палка, наричана „галан“.
Почти винаги изпълненията на сабар се придружават от танц. Специални поводи като фестивали, сватби, раждания и кръщенета изискват музикален съпровод на сабар. Ритмите на племето уолоф се делят на две категории - барабанни композиции (bak) и основни акомпаниращи танцови ритми (mbalax). Племената от групата серер също ползват сабара, но ритмите им са различни и характерни само за тях.

## Видове
Семейството сабар се състои от няколко различни вида барабани:
- m'bung m'bung (m'bung m'bung bal, m'bung m'bung tungoné)
- sabar n'der
- lambe/thiol
- talmbat
- gorong yeguel
- khine